# سن نازاریو
سن نازاریو (به ایتالیایی: San Nazario) یک کومونه در ایتالیا است که در استان ویچنزا واقع شده‌است. سن نازاریو ۲۳ کیلومتر مربع مساحت و ۱٬۷۰۵ نفر جمعیت دارد و ۱۶۰ متر بالاتر از سطح دریا واقع شده‌است.